# Scrancia argyrochoa
Scrancia argyrochoa är en fjärilsart som beskrevs av Sergius G. Kiriakoff 1962. Scrancia argyrochoa ingår i släktet Scrancia och familjen tandspinnare. Inga underarter finns listade.